# KODA KUMI Love & Songs 2022
『KODA KUMI Love & Songs 2022』（こうだ くみ ラヴ・アンド・ソングス 2022）は、倖田來未のライブDVD及びBlu-ray。2022年8月24日に発売された。発売元はrhythm zone。

## 解説
映像作品としては、前作『KODA KUMI 20th ANNIVERSARY TOUR 2020 MY NAME IS...』以来およそ1年5か月ぶりとなる。
本作は2010年のデビュー10周年・2012年の産休後以来となるコンセプトライブ「Love & Songs」シリーズの最新作。また2018年に行われたファンクラブ会員限定ツアー「Fanclub Tour 〜AND〜」以来およそ、4年ぶりのバンド編成によるライブでもあり、同時期に18thアルバム『heart』と並行し、このアルバムを携えたツアーとなった。アルバムリリース後の3月5日から4月24日に掛けて行われたツアーより、最終日の神奈川県・KT Zepp Yokohama公演での模様を完全収録。
本作は通常盤のDVD及びBlu-rayに加え、ファンクラブ限定盤の2DVD+2CD及び2Blu-ray+2CD全4形態で販売された。ファンクラブ限定盤にはツアーの舞台裏側に追ったメイキング映像を収録される他、ライブを音源化したCD2枚とフォトブック・会場限定のグッズとして好評だったトートバッグのミニサイズ版が付属されている。

## 収録内容 (DVD・Blu-ray)

### 全形態共通

#### ［DISC 1］
1. RED
2. Shhh!
3. KO-SO-KO-SO
4. 今すぐ欲しい
5. GOT ME GOING’
6. ラヴ・イズ・オーヴァー
7. 愛証
8. Swallowtail Butterfly ～あいのうた～
9. magic
10. アネモネ
11. 100のコドク達へ
12. RUN
13. for...
14. Brave
15. SHUTOUT
16. Bow Wow
17. Insane
18. Can We Go Back
19. Sometimes Dreams Come True
20. Atlas
21. Sure shot
22. LIT
23. Lady Go!
24. Lucky Star

### ファンクラブ限定盤
- DISC 1については、#［DISC 1］を参照。

#### ［DISC 2］
Behind The Scenes -Love & Songs 2022-

#### CD

##### ［DISC 1］
1. RED
2. Shhh!
3. KO-SO-KO-SO
4. 今すぐ欲しい
5. GOT ME GOING’
6. ラヴ・イズ・オーヴァー
7. 愛証
8. Swallowtail Butterfly ～あいのうた～
9. magic
10. アネモネ
11. 100のコドク達へ
12. RUN
13. for...
14. Brave

##### ［DISC 2］
1. SHUTOUT
2. Bow Wow
3. Insane
4. Can We Go Back
5. Sometimes Dreams Come True
6. Atlas
7. Sure shot
8. LIT
9. Lady Go!
10. Lucky Star